# Orange Blossom 2
Die Orange Blossom 2 ist ein als Fruchtsafttanker konzipiertes Spezialtankschiff.

## Einzelheiten
Das Schiff wurde 2014 unter der Baunummer 8134 auf der Werft Hyundai Mipo Dockyard Co. gebaut. Eingesetzt wird das Schiff vom schweizerischen Unternehmen Atlanship.

## Technische Daten
Das Schiff wird von einem Zweitakt-Sechszylinder-Dieselmotor des Lizenzgebers MAN B&W, gebaut von Hyundai Heavy Industry Co., angetrieben. Er wirkt über die Antriebswelle direkt auf einen Festpropeller. Das Schiff erreicht eine Maximalgeschwindigkeit von 15 kn.
Für die Stromversorgung sorgen drei Dieselgeneratoren, zwei mit jeweils 1520 kW Leistung (Scheinleistung jeweils 1900 kVA) und einer mit 910 kW Leistung (Scheinleistung 1140 kVA). Darüber hinaus wurde ein Notgenerator mit 180 kW Leistung (Scheinleistung 225 kVA) verbaut.
Das Schiff verfügt über fünf isolierte Laderäume mit insgesamt 14 isolierten Tanks. Die Laderäume können separat gekühlt werden und die Gesamtkapazität der Tanks beträgt 16.476 m³.